# How Sir Andrew Lost His Vote
How Sir Andrew Lost His Vote è un cortometraggio muto del 1911 diretto da Ashley Miller e basato su un soggetto di Richard Harding Davis.

## Produzione
Il film fu prodotto dall'Edison Company.

## Distribuzione
Distribuito dalla General Film Company, il film - un cortometraggio in una bobina - uscì nelle sale cinematografiche statunitensi il 22 dicembre 1911.